# Klenčí pod Čerchovem
Klenčí pod Čerchovem (până în 1946 Kleneč pod Čerchovem; în germană Klentsch) este un oraș târg și o comună din districtul Domažlice din regiunea Plzeň din Republica Cehă. Are aproximativ 1.500 de locuitori. Centrul istoric este bine conservat și este protejat prin lege ca monument cultural național.

## Părți administrative
Satele Capartice, Černá Řeka și Jindřichova Hora sunt părți administrative ale comunei Klenčí pod Čerchovem.

## Geografie
Klenčí pod Čerchovem este situat la aproximativ 8 kilometri (5 mi) vest de Domažlice și la 51 kilometri (32 mi) sud-vest de Plzeň. Se află cel mai mult în regiunea muntoasă Český les. Cel mai înalt punct este dealul Bučina care are 860 metri (2.820 ft) deasupra nivelului mării. Muntele Čerchov⁠(d), care a dat numele orașului-târg, este situat la sud de Klenčí pod Čerchovem, în afara teritoriului comueni. Un corp de apă notabil este iazul Klenečský, situat în partea de nord-est.

## Istorie
Klenčí a fost fondat în 1325 de Chodové⁠(d). În a doua jumătate a secolului al XVII-lea, așezarea a crescut și a devenit un oraș târg(městys).

## Transporturi
Klenčí pod Čerchovem este situat pe linia de cale ferată Domažlice– Planá.

## Obiective turistice
Centrul Klenčí pod Čerchovem este cunoscut pentru arhitectura sa populară bine conservată. Principalul reper este Biserica Sfântului Martin, construită în stil baroc în perioada 1737–1745.

## Personalități
- Jindřich Šimon Baar⁠(d) (1869–1925), preot și scriitor catolic

## Orașe înfrățite
Klenčí pod Čerchovem este înfrățit cu: 
- Herent, Belgia
- Kleneč⁠(d), Cehia
- Waldmünchen, Germania